# 小行星2592
小行星2592（2592 Hunan），又称为湖南星，是由紫金山天文台在1966年1月30日发现的主带小行星。
該小行星以中国的省份湖南省命名。